# Agora for biosystems
Agora for Biosystems är ett oberoende forskningscenter grundat 1997 och som fram till 2012 administrerades av Kungliga Vetenskapsakademin (KVA), men som numera administreras av Sigtunastiftelsen. Forskningscentret har ett vetenskapligt råd av forskare från olika länder och vetenskapsområden och drivs idag av professor Hans Liljentröm på SLU och professor Peter Århem på Karolinska Institutet. 
Forskningscentret genomför tvärvetenskaplig forskning, men anordnar även konferenser, seminarier, doktorandkurser och sommarskolor i gränsområdet mellan biologi, medicin, fysik, datorvetenskap och vetenskapsteori. 
Tillsammans med Sigtunastiftelsen bedriver Agora for Biosystems ett projekt kring utforskandet av människans natur (HumaNatE-Human Nature Exploration) kopplat till kognitiva och medvetna förmågor samt vetenskapliga och filosofiska problem kring intentionalitet och fri vilja.